# Volutomitra groenlandica
Volutomitra groenlandica är en snäckart som först beskrevs av Moller 1842.  Volutomitra groenlandica ingår i släktet Volutomitra och familjen Volutomitridae. Inga underarter finns listade i Catalogue of Life.